# كيلي ماركوس
كيلي ماركوس (بالهولندية: Kelly Markus)‏ هي دراجة هولندية، ولدت في 7 فبراير 1993 في أمستردام في هولندا.

## وصلات خارجية
- كيلي ماركوس على موقع الاتحاد الدولي للدراجات (الإنجليزية)
- كيلي ماركوس على موقع أرشيف الدراجات (الإنجليزية)
- كيلي ماركوس على موقع إحصائيات الدراجات الإحترافية (الإنجليزية)